# Eudonia liebmanni
Eudonia liebmanni is een vlinder uit de familie grasmotten (Crambidae). De wetenschappelijke naam is voor het eerst geldig gepubliceerd in 1904 door Petry.
De soort komt voor in Europa.